# Marzio Bruseghin

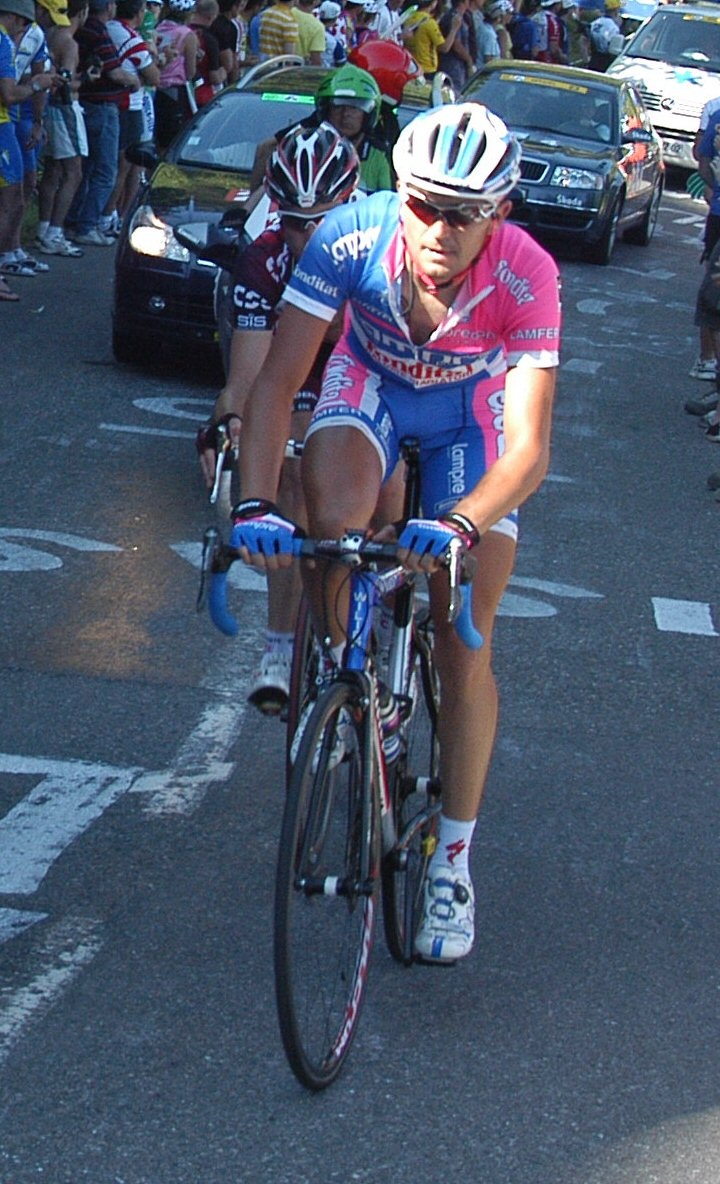
Marzio Bruseghin

Marzio Bruseghin  (15 de junho de 1974, Conegliano) é um ciclista profissional italiano.